# Волковое
Волковое — деревня в Путятинском районе Рязанской области, входит в состав Карабухинского сельского поселения.

## Географическое положение
Деревня расположена на берегу реки Инкаш в 3 км на юго-восток от центра поселения села Карабухино и в 14 км на юго-восток от райцентра села Путятино.

## История
Волковое в качестве села Старорязанского стана с церковью Успения Пресвятой Богородицы упоминается в окладных книгах 1676 года. Вместо существовавшей в XVII веке и обветшавшей церкви, в 1780 году поставлена была новая деревянная церковь также в честь Успения Божьей Матери, которую в марте 1781 года дозволено было освятить на старом антиминсе. В 1782 году иерей Алексей Иванов испрашивал у епархиального начальства дозволение на построение теплого придела в честь иконы Божьей Матери всех скорбящих Радости, время устроения придела Никольского не известно. 
В XIX — начале XX века село входило в состав Романово-Дарковской волости Сапожковского уезда Рязанской губернии. В 1906 году в селе было 75 дворов.
С 1929 года село входило в состав Карабухинского сельсовета Чучковского района Рязанского округа Московской области, с 1935 года — в составе Путятинского района, с 1937 года — в составе Рязанской области, с 1963 года — в составе Шацкого района, с 1977 года — в составе Путятинского района, с 2005 года — в составе Карабухинского сельского поселения.

## Население
| 1859 | 1906 | 2010 |
| ---- | ---- | ---- |
| 503  | ↘465 | ↘4   |